# بزمجه سرسیاه
 بزمجه سرسیاه(نام علمی: Varanus tristis) نام یک گونه از سرده بزمجه است.